# Старрап, Чандра
Чандра Старрап (англ. Chandra Sturrup; род. 12 сентября 1971, Нассау) — багамская легкоатлетка (бег на короткие дистанции), победительница Игр Содружества, чемпионка и призёр чемпионатов мира, чемпионка и призёр летних Олимпийских игр, участница пяти Олимпиад.

## Карьера
На летних Олимпийских играх 1996 года в Атланте Старрап выступала в беге на 100 и 200 метров и эстафете 4×100 метров. В коротком спринте Старрап пробилась в финал, где с результатом 11,0 с заняла 4-е место. На дистанции 200 метров она заняла 6-е место с результатом 22,54 с. В эстафете команда Багамских Островов (Элдис Кларк-Льюис, Чандра Старрап, Саватида Файнс, Полин Дэвис-Томпсон), за которую Старрап бежала на втором этапе, завоевала серебряные медали (42,14 с), уступив команде США (41,95 с) и опередив команду Ямайки (42,24 с).
На следующей летней Олимпиаде 2000 года в Сиднее Старрап выступала в тех же дисциплинах. В беге на 100 метров она заняла 5-е место (11,21 с). В беге на 200 метров она добралась до четвертьфинала, где пробежала дистанцию за 23,21 с, чего оказалось недостаточно для продолжения борьбы за медали. В эстафете команда Багамских Островов (Саватида Файнс, Чандра Старрап, Полин Дэвис-Томпсон, Дэбби Фергюсон, Элдес Льюис), за которую Старрап бежала на втором этапе, преодолела дистанцию за 41,95 с и стала олимпийской чемпионкой, опередив завоевавшую серебро команду Ямайки (42,13 с) и бронзового призёра — команду США (42,20 с).
В дальнейшем Старрап участвовала ещё в трёх Олимпиадах (2004 года в Афинах, 2008 года в Пекине и 2012 года в Лондоне) но они сложились для неё менее удачно и никаких наград не принесли. На Олимпиаде 2012 года в Лондоне она была знаменосцем команды Багамских Островов на церемонии закрытия Игр.